# 日本経済研究センター
公益社団法人日本経済研究センター（にほんけいざいけんきゅうセンター、英称:Japan Center for Economic Research）は、国内外の財政・金融・経済問題について調査・研究、政策提言を行っている公益社団法人。略称はJCER（ジェイシーイーアール）、日経センター。

## 設立・沿革
1958年、日本経済新聞社本社内に中川順を室長にして開設された「経済研究室」を礎石として、1963年に設立された非営利の民間研究機関。圓城寺次郎（元日本経済新聞社社長）が初代理事長となり、若手の経済学者に研究と発表の場を提供したのがその始まり。その後、大来佐武郎、香西泰など日本を代表するエコノミストを歴代の理事長に迎え、短期経済予測（年4回）の発表、産業構造の変化を踏まえた中期経済予測（年1回）、アジア・国際経済研究、金融問題に関する報告書、経済問題に対する報告書などを発表している。短期経済予測では民間シンクタンク有数の水準。中期経済予測は会員企業である大手企業の経営計画の基礎データとして活用されている。民間の大手シンクタンクでも中期経済予測を安定して継続予測・発表している研究所は10社に満たない中、同センターの中期予測を支持する企業は多い。
組織は会員制の社団法人として運営されており、会員には日本の大企業、官庁などが参加している。また企業や官庁から委託研修生を受け入れて、スタッフと共同して経済予測や調査を行うことを特徴としており、エコノミストの養成機関となっている。研修生OBには嶋中雄二、森永卓郎など著名人も多い。上場企業の社長も多数輩出してきた。
2010年3月19日内閣府の公益認定を受け4月1日から公益社団法人として新たに法人登録を行った(旧 社団法人）。これに伴い公益に貢献するシンクタンクとして環境対策など政策研究・提言活動を一段と強化させている。会員参加型の研究プロジェクトも推進中。2008年から企業参加型の研究プロジェクトをスタートさせた。同年の「GSR（Global Social Respnsibility、地球規模の社会貢献）」を皮切りに、2009年には「働きたい会社」、2010年からは「地域経営」の研究を順次開始している。企業を取り巻く環境が安定せず、見通しが難しい状況が続いているため、従来にも増して、経済予測、セミナー、研修を充実させ、会員企業に役立つ情報・サービスの提供を継続的に引き上げることに取り組んでいる。

## 歴代会長
1. 1963-1973年 有沢広巳
2. 1973-1982年 大来佐武郎
3. 1982-1987年 圓城寺次郎
4. 1987-1997年 金森久雄
5. 1997-2003年 香西泰
6. 2004年-2008年 小島明
7. 2008年-2012年 新井淳一
8. 2012年-2015年 杉田亮毅
9. 2015年-2017年 斎藤史郎
10. 2017年-2021年 平田保雄
11. 2021年- 喜多恒雄

## 歴代理事長
1. 1963-1964年 圓城寺次郎
2. 1964-1973年 大来佐武郎
3. 1973-1987年 金森久雄
4. 1987-1997年 香西泰
5. 1997-2000年 土志田征一
6. 2000-2005年 八代尚宏
7. 2005年-2010年 深尾光洋
8. 2010年 - 岩田一政

## 脚註
1. ↑  中川順『秘史―日本経済を動かした実力者たち』講談社、1995年、226―227頁